# Janji Matogu (Lubuk Barumun)
Janji Matogu is een bestuurslaag in het regentschap Padang Lawas van de provincie Noord-Sumatra, Indonesië. Janji Matogu telt 511 inwoners (volkstelling 2010).